# 日越貿易会
日越貿易会（にちえつぼうえきかい）は、日本の貿易団体。1954年7月21日のジュネーヴ協定成立後、日本と当時のベトナム民主共和国（北ベトナム）との間での貿易再開を目指して、1955年に設立された。
太平洋戦争後、日本がベトナム共和国（南ベトナム）に対してのみ国家承認・戦時賠償をおこなったことから、日本が（パリ和平協定締結後の1973年9月に）北ベトナムを承認するまでは経済交流の窓口機関の一つであった。

## 沿革

### 南ベトナム賠償協定締結まで
- 1954年11月21日 ：北ベトナム側との最初の交流が行われる。
- 1955年
  - 8月12日 ：創立総会が行われ、中原光信が初代会長に任命される。設立の中心を担った中原や藤田勇（元横浜正金銀行ハノイ支店長）らは、ベトナムに日本兵として残留していた経歴の持ち主であった[2]。
  - 12月 - ベトナム民主和国輸出人総公司が設立される。日越会は中華人民共和国経由でコンタクトを始める。
- 1956年
  - 2月 - 5月：貿易会代表3名が訪越し、第一次協定を締結。
  - 9月 - 10月：貿易会専務理事と事務局員がハイフォンでベトナム輸出人総公司代表と協議し、第一次協定の補足事項について合意。
  - 11月29日：日越貿易会習会第一次代表団が分散して中国経由および海路で訪越。
  - 12月23日：ハノイにてベトナム側と貿易協議を開始。
- 1957年1月23日：貿易会代表とベトナム側が、ホンゲイ炭（ハロン市を参照）を中心とした商談を実施。
- 1958年
  - 3月18日：ハノイで貿易会とベトナム各輸出人総公司が第二次貿易協定を締結。
  - 8月8日：上半期定時総会で「ベトナム賠償は南北統一まで延期せよ。」と決議し、「南ベトナム賠償反対運動」に取組む。
- 1959年5月13日：サイゴンで日本（全権代表は外務大臣の藤山愛一郎）と南ベトナムが「日本国とヴィエトナム共和国との間の賠償協定」を調印する。日越貿易会は無協定下での継続を北ベトナムに認められる。

### ベトナム戦争終結まで
- 1962年
  - 3月13日：第二次ベトナム民主共和国貿易代表団が来日。
  - 7月21日：北ベトナム向けの輸出船第一号となる「明星丸」が出航。
- 1963年8月19日：ハノイで貿易会とベトナム商業会議所との間で「貿易と決済に関する日越貿易会とベトナム民主共和国商業会議所の議定書」を締結。
- 1966年
  - 3月1日：合同石炭株式会社を設立。
  - 3月28日：貿易会とベトナム商業会議所がハノイで貿易「協議議事録」を締結。
- 1968年9月7日：貿易会とベトナム商業会議所との間でポンド建ボンド決済、スイス・フラン・クローズ付き価値保証決済方式を確認。
- 1971年
  - 6月10日：ベトナム商業会議所経済視察団が来日。
  - 10月2日ベトナム鉱産輸出人総公司と外国貿易運輸公司代表団が来日。
- 1972年4月16日：米空軍がハノイ、ハイフォンを爆撃（5月24日以降ホンゲイ炭の輸入を中断）。
- 1973年
  - 3月：第三国中継でホンゲイ炭の輸入を再開。
  - 9月21日：日本が北ベトナムと国交を樹立[3]。

### ベトナム戦争終結後
- 1975年
  - 4月30日：ベトナム戦争終結（南ベトナム降伏）
  - 6月3日：サイゴンで商業会議所が設立される。
- 1976年
  - 5月7日：北ベトナム[4]機械輸出総公司代表団が来日。
  - 7月2日：北ベトナムが南ベトナム共和国を併合する形でベトナム社会主義共和国が成立し、南北ベトナムが統一される。
  - 10月8日：ハノイで日越貿易会経済代表団とベトナム商業会議所代表団が覚書に調印。
- 1986年9月21日：ハノイに貿易会常駐事務所を開設。